# Kæmpekaktus-slægten
Kæmpekaktus-slægten (Carnegiea) er monotypisk, dvs. at den kun indeholder én art, nemlig den nedennævnte. Se beskrivelsen dér. Slægten har tidligere været en del af en anden kaktusslægt, Cereus.
| Arter |

- Kæmpekaktus (Carnegiea gigantea).